# Episodi di Déjà vu (prima stagione)
La prima stagione della serie televisiva Déjà vu è stata trasmessa in Francia dal 27 ottobre 2007 al 21 aprile 2008 sul canale France 2.
In Italia la stagione è stata trasmessa tutti i giorni feriali dal 16 giugno al 21 luglio 2009 sul canale pay Mya, mentre in chiaro dal 16 agosto al 1º settembre 2010 sul canale Italia 1. 

Dal 4 novembre 2010 la serie viene replicata su Mya, mentre dal 30 gennaio 2012 su La5.
| nº | Titolo originale | Titolo italiano           | Prima TV Francia | Prima TV Italia |
| -- | ---------------- | ------------------------- | ---------------- | --------------- |
| 1  | Remous           | Uno strano fenomeno       | 27 ottobre 2007  | 16 giugno 2009  |
| 2  | Hésitations      | Incertezze                | 3 novembre 2007  | 17 giugno 2009  |
| 3  | Loterie          | La lotteria               | 10 novembre 2007 | 18 giugno 2009  |
| 4  | Conduite         | Il nuovo lavoro           | 17 novembre 2007 | 19 giugno 2009  |
| 5  | 1997             | La gita in montagna       | 24 novembre 2007 | 22 giugno 2009  |
| 6  | Festival         | Il Festival               | 1º dicembre 2007 | 23 giugno 2009  |
| 7  | Piégée           | Intrappolata              | 15 dicembre 2007 | 24 giugno 2009  |
| 8  | Contrôle         | Tutta colpa dello Jogging | 22 dicembre 2007 | 25 giugno 2009  |
| 9  | Rendez-vous      | L'incidente               | 29 dicembre 2007 | 26 giugno 2009  |
| 10 | Cata             | Lezione di vela           | 5 gennaio 2008   | 29 giugno 2009  |
| 11 | Backstage        | Backstage                 | 12 gennaio 2008  | 30 giugno 2009  |
| 12 | Illicite         | Doping                    | 19 gennaio 2008  | 1º luglio 2009  |
| 13 | Mariage          | Il matrimonio             | 26 gennaio 2008  | 2 luglio 2009   |
| 14 | Soupçons         | Cattive compagnie         | 2 febbraio 2008  | 3 luglio 2009   |
| 15 | Vérités          | La Verità                 | 9 febbraio 2008  | 6 luglio 2009   |
| 16 | Aveu             | Il segreto di Alex        | 16 febbraio 2008 | 7 luglio 2009   |
| 17 | Assez            | Lo straniero              | 23 febbraio 2008 | 8 luglio 2009   |
| 18 | Liaison          | Il tradimento             | 1º marzo 2008    | 9 luglio 2009   |
| 19 | Anniversaire     | Il compleanno di Clara    | 8 marzo 2008     | 10 luglio 2009  |
| 20 | Retrouvailles    | Viaggio a Singapore       | 15 marzo 2008    | 13 luglio 2009  |
| 21 | Illégitime       | Ritrovarsi (1)            | 22 marzo 2008    | 14 luglio 2009  |
| 22 | Perdus           | Ritrovarsi (2)            | 29 marzo 2008    | 15 luglio 2009  |
| 23 | Renouveau        | Baby Gregory              | 5 aprile 2008    | 16 luglio 2009  |
| 24 | Musher           | Musher                    | 12 aprile 2008   | 17 luglio 2009  |
| 25 | Noël             | Sorpresa di Natale        | 19 aprile 2008   | 20 luglio 2009  |
| 26 | Parallèle        | Amnesia                   | 26 aprile 2008   | 21 luglio 2009  |